# 羽月りっか
羽月 りっか（はつき りっか、1995年5月11日 - ）は、日本のアイドル、ファッションモデル。女性アイドルグループドリームステーションチームwater、ストロベリー症候群の元メンバー及びPUPUPU81の元プレイングマネージャー兼リーダーである。山梨県出身。
キャッチフレーズは『どこの星で生まれたかわからないけど地球で育った異星人参上！！！』。ドリームステーション時代の活動名は佐久間 凛加、愛称はりっか。

## 略歴
2014年
- 6月7日 ドリームステーションに加入。研修生として六本木Bee-Hiveにてライブデビュー。同日、アメーバブログにて「佐久間凛加 Official Blog りんりん♪ゆるりんちょ」をスタート。
- 7月1日 ドリームステーションチームwaterに選抜され渋谷DESEOにてライブデビュー。
- 8月から11月にかけて実施されたレインボータウンFMの「FMパーソナリティ争奪オーディション」に参加[3]。
- 9月11日 ブログをDiamond Blogでの「ドリームステーション佐久間凛加Official Blog 」に移行。
- 10月28日 ドリームステーションチームwaterとして 1stシングル「蛇口から出るもの / ミラクルストーリー」リリース。

2015年
- 2月20日 ドリームステーション一周年記念1stワンマンライブ。
- 4月14日 ドリームステーションチームwaterとして 2ndシングル 「アイドル革命／ドリームステーション〜夢のライン〜」リリース。
- 8月26日 J-SQUARE SHINAGAWAにてチームwaterは9月8日の定期公演をもって解散、合わせて佐久間を含む、チームwater６名の卒業を発表。[4]
- 9月8日 表参道GROUNDにて開催された『【ドリームステーション∞定期公演 五駅目】〜チームwater解散ライブ〜』をもってドリームステーションを卒業。
- 9月15日　羽月りん、として Twitter をスタート。
- 9月17日　ドリームステーション佐久間凛加としてのTwitter、ブログを終了。
- 9月19日　アメーバブログにて「羽月りんオフィシャルブログ」をスタート。
- 10月18日　高円寺THUNDERにて行われた、『魔法会』でドリームステーション元メンバーの星まりな（旧芸名：小川まりな）と共にDJとして出演。
- 11月　芸名を「羽月りん」から「羽月りっか」に変更。

2016年
- 4月23日　「ゆめかわ祭り」にてストロベリー症候群のキーボードとしてデビューすることを発表。
- 4月　苺りなはむとDJ苺擬として活動開始。
- 10月13日　DJ苺擬解散を発表。
- 10月　ストロベリー症候群を脱退。
- 10月21日　動画共有サイトYoutubeにて配信を開始。

2017年
- 1月3日　本人公式Twitterにて芸能界引退を発表。
- 6月9日　本人公式TwitterにてアイドルユニットPUPUPU+81のプレイングマネージャー兼リーダー就任を発表[5]。
- 7月1日　AKIBA_SQUAREにて行われた『T♡L3周年フェスティバル』にて、PUPUPU81としてデビュー。
- 7月7日　JOL原宿にて行われた『PUPUPU+81お披露目イベント』に出演。
- 10月26日 体調不良の為、休養することを発表。[6]

2019年
- 3月6日 2017年秋頃から休養していたが、2019年3月6日をもってPUPUPU81からの卒業を発表。[7]

## 人物
- 好きな食べ物は、アイスクリーム、グミ、ヨーグルト、カニカマ。嫌いな食べ物は、トマト[1]。
- 特技は、おしりアタック、デスボイス、アイスの大食い、バスケットボール、数学[1]。
  - おしりアタックは、ライブストリーミングサービス、SHOWROOMで視聴者数が1000人を突破すると披露している。
- 趣味は、お散歩、コンビニ巡り、キックボード[1]。
- ドリームステーション研修生としての活動期間22日は、元チームroad所属、森美鈴の19日に次ぐ2番目の短さである[8]。
- 小さい頃からアイドルに憧れていた。実家に帰る途中、原宿で前所属事務所にスカウトされ[9]、レッスンを見学してみたところ圧倒されドリームステーションへの加入を決める。[10]
- 3姉妹の真ん中である[11]。
- 得意なスポーツはバスケットボール、水泳、スキー。特にバスケットボールは小学３年生から始め、高校時代にはミニバスのコーチも務めていた[12]。
- 理系であり、大学では化学関係を専攻していた[13]。ドリームステーション時代はメンバーに数学を教えることもあった[14]。

## 出演

### 音楽番組
- ミューサタ(フジテレビ) - 2015年3月20日 バリ押しニューカマーコーナーにドリームステーションチームwaterとして出演。
- 「日本女子博覧会2015×KawaiianTV Presents」超直前！あなたも女子博に行きたくな〜るSP #2（Kawaiian TV） - 2015年10月20日 BERRYZとして出演。
- ズームインサタデー(日本テレビ) - 2016年1月
- バラいろダンディ(東京MX) - 2016年2月

### ラジオ
- 広瀬玲奈のROCK'A BEAT CAFE(レインボータウンFM) - 2014年8月24日 マシェリバラエティチャット生放送にてランキング4位になり出演。
- はむらじお!(ソラトニワ原宿) - 2016年4月～2016年7月
- おーたPの部屋(ソラトニワ原宿) -2017年7月7日 PUPUPU81として出演。
- 白川叶空のおじゃったもんせ!!アイドルライブ情報部☆ (下北FM) -2017年7月20日　PUPUPU81として出演。

### 撮影会
- 東京撮影会(2014年8月9日-Studio Debbie's、2014年9月15日-スタジオプランビー、2014年10月13日-LIGHT STUDIO）
- NextGirls撮影会(2014年12月13日-ヒカルスタジオ)
- デビュー記念PREMIERE撮影会(2017年7月22日-バービールーム)

### ミュージックビデオ
- SuG「SICK'S」(2015年12月16日)

### 雑誌
- KERA Vol.209(2016年1月号-モール・オブ・ティーヴィー)
- idp magazine (2017年vol.2-ストリート編集室)
- 原宿POPUNITED (2016年12月号-POPUNITED)
- MONOQLO (2017年2月号-晋遊舎)

### ファッションショーなど
- BRUE Tokyo Festival (2015年12月8日-Zepp DiverCity)
- 小学館ミス2016グランプリ獲得（Vol.705ヴィジュアルウェブS　乙女学院連載）
- akiba COLLECTION Vol.1(2016年4月26日)
- akiba COLLECTION Vol.2(2016年6月21日)
- ベルエポックファッションショー(2016年9月)

## 作品

### シングル

#### チームwaterとして参加
|     | 発売日         | タイトル                                         | レーベル     | 規格品番  | 最高位 |
| --- | -------------- | ------------------------------------------------ | ------------ | --------- | ------ |
| 1st | 2014年10月29日 | 蛇口から出るもの / ミラクルストーリー            | SPIRAL MUSIC | SPRL-0064 | 158位  |
| 2nd | 2015年4月14日  | アイドル革命／ドリームステーション～夢のライン～ | SPIRAL MUSIC | SPRL-0074 | 145位  |